# Condado de Keweenaw
O Condado de Keweenaw é um dos 88 condados do estado americano de Michigan. A sede do condado é Eagle River, e sua maior cidade é Eagle River.
O condado possui uma área de 15452 km² (dos quais 14051 km² estão cobertos por água), uma população de 2156 habitantes, e uma densidade populacional de 4 hab/km² (segundo o censo nacional de 2010). O condado é uma parte do Península Superior do estado de Michigan.

## Parque nacional
A ilha Isle Royale, no Lago Superior, está localizada no condado.  A ilha forma o Parque Nacional de Isle Royale.